# چیوکو کاواشیما
چیوکو کاواشیما (انگلیسی: Chiyoko Kawashima; ۲ ژوئن ۱۹۵۴ – ) صداپیشه اهل ژاپن بود. وی بین سال‌های ۱۹۷۴ تا ۲۰۰۱ میلادی فعالیت می‌کرد.